# Romain Genevois
Romain Genevois (L'Estère, Haití, 28 de octubre de 1987) es un futbolista haitiano que juega como defensa y desde 2019 está libre tras salir del S. M. Caen.

## Carrera
Romain se mudó a Francia en 1991 cuando tenía 3 años, ahí empezó a jugar con las divisiones inferiores del F. C. Gueugnon, llegando a debutar con el equipo mayor en 2006, en la Ligue 2, en 2008 el equipo desciende al Championnat National, estando ahí juega una temporada más hasta que en 2009, juega para el Tours F. C. en la Ligue 2.
En 2012 logra llegar a la Ligue 1 con el OGC Nice, gracias a sus buenas actuaciones en la Ligue 2, calificando a la Liga Europa de la UEFA 2013-14. En 2016 ficha con el SM Caen de la Ligue 1, en la temporada 2018-19 el equipo desciende y Romain deja el equipo.

## Clubes
| Club           | País    | Año       |
| -------------- | ------- | --------- |
| F. C. Gueugnon | Francia | 2007-2009 |
| Tours F. C.    | Francia | 2009-2012 |
| O. G. C. Niza  | Francia | 2012-2016 |
| S. M. Caen     | Francia | 2016-2019 |

## Selección nacional
Ha sido internacional con la selección de fútbol de Haití; donde hasta ahora, ha jugado diez partidos internacionales y no ha anotado goles por dicho seleccionado, debutando en 2008 en un partido amistoso contra Venezuela, jugó la Clasificación de Concacaf para la Copa Mundial de Fútbol de 2010 y la Copa América Centenario. Tuvo problemas con su nacionalidad debido a que en una entrevista señaló que su nacionalidad era francesa ya que nunca se registró en Haití pero en 2016 aceptó jugar con la selección de Haití.
Con la selección sub-23 participó en el Preolímpico de Concacaf de 2008, quedando en primera fase.